# Crise Constitucional Australiana de 1975

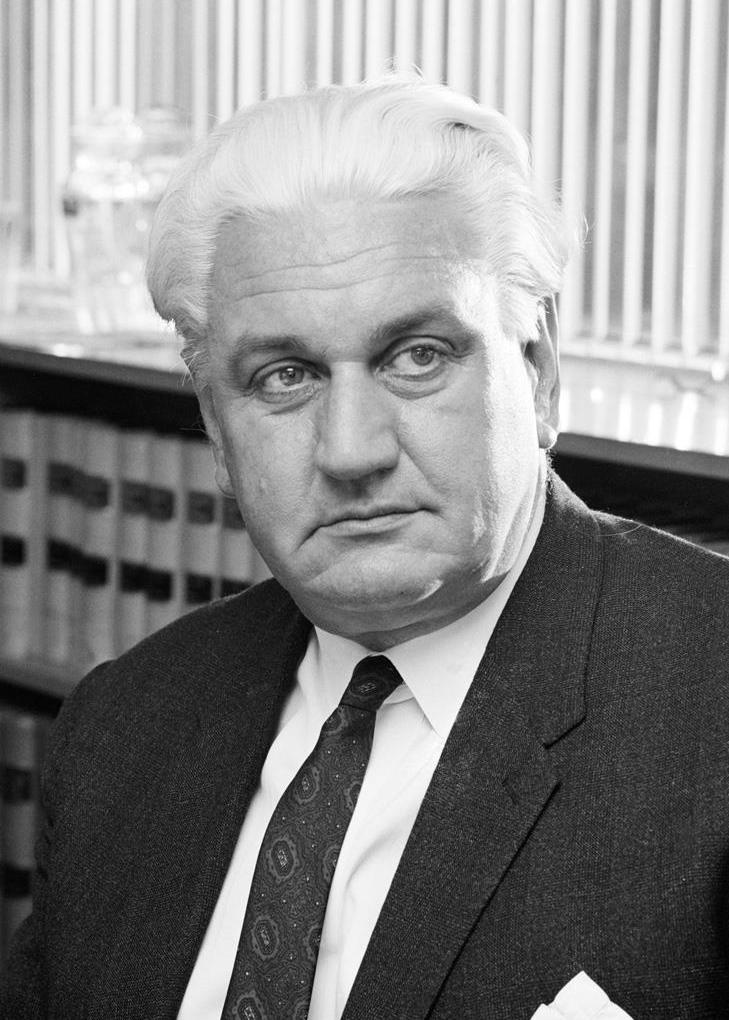
Governador-geral Sir John Kerr

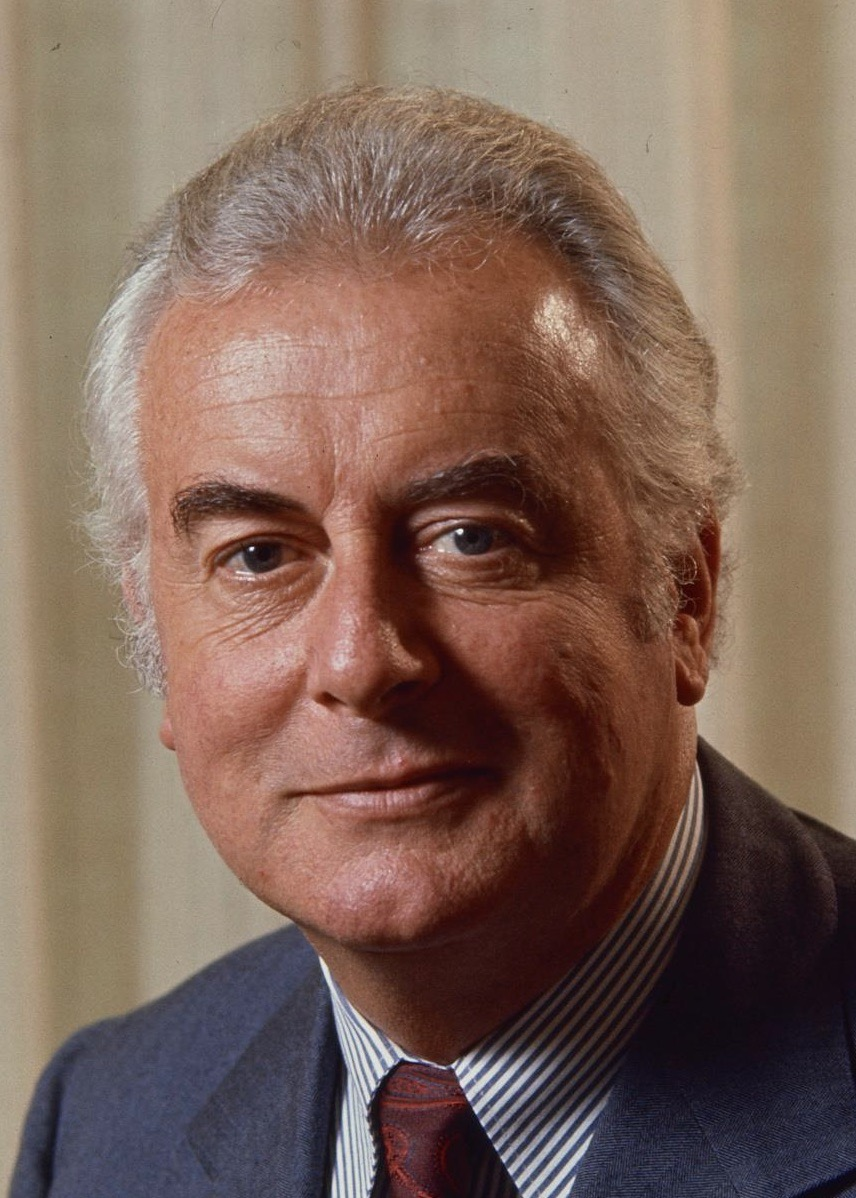
Primeiro Ministro Gough Whitlam

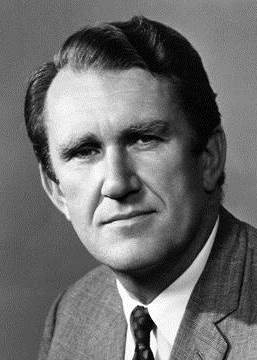
Líder da oposição Malcolm Fraser

A Crise Constitucional Australiana de 1975, tem sido descrita como a maior crise política na história da Austrália. Culminou em 11 de novembro de 1975 com a destituição do primeiro-ministro, Gough Whitlam, do Partido Trabalhista Australiano (PTA), pelo governador-geral Sir John Kerr, que então encarregou o líder da oposição, Malcolm Fraser do Partido Liberal, como primeiro-ministro interino.

## Carreira
O governo trabalhista de Whitlam foi eleito em 1972 com uma pequena maioria na Câmara dos Representantes, mas com o equilíbrio de poder no Senado mantido pelo Partido Democrático Trabalhista, que geralmente apoiava a Oposição dos Países Liberais. A eleição de 1974 resultou em poucas mudanças. Embora o governo de Whitlam tenha introduzido muitas novas políticas e programas, também foi abalado por escândalos e erros de cálculo políticos. Em outubro de 1975, a Oposição usou seu controle do Senado para adiar a aprovação de projetos de apropriação necessária para financiar as despesas do governo, que já haviam sido aprovadas pela Câmara dos Deputados. A oposição afirmou que eles continuariam a bloquear o fornecimento - perda de fornecimento ocorre quando um governo em uma democracia parlamentar usando o Sistema de Westminster ou um sistema derivado dele é negado o fornecimento de fundos do tesouro, por qualquer casa ou casas do parlamento ou chefe de estado que tenha o direito constitucional de conceder e negar o fornecimento - a menos que Whitlam convocasse uma eleição para a Câmara dos Representantes, e incitou Kerr a demitir Whitlam a menos que ele concordasse com sua demanda. Whitlam acreditava que Kerr não o dispensaria, e Kerr não fez nada para desiludir Whitlam dessa noção.
Em 11 de novembro de 1975, Whitlam pretendia convocar uma meia eleição para o Senado em uma tentativa de quebrar o impasse. Quando ele foi buscar a aprovação de Kerr para a eleição, Kerr em vez disso o dispensou do cargo de primeiro-ministro e logo em seguida instalou Fraser como primeiro-ministro interino. Agindo rapidamente antes que todos os parlamentares do PTA tomassem conhecimento da mudança de governo, Fraser e seus aliados foram capazes de garantir a aprovação dos projetos de lei de apropriação e Kerr dissolveu o Parlamento para uma eleição de dissolução dupla. Fraser e seu governo foram eleitos por maioria massiva nas eleições realizadas no mês seguinte.

Os eventos da Demissão levaram a apenas pequenas mudanças constitucionais. O Senado manteve o poder de bloquear o fornecimento e o governador-geral de demitir ministros do governo. No entanto, esses poderes não foram usados para forçar a saída de um governo. Kerr foi amplamente criticado por partidários do Partido Trabalhista por suas ações, renunciou ao cargo de governador-geral e viveu grande parte de sua vida no exterior.